# Audre catamarquense
Audre catamarquense is een vlinder uit de familie van de prachtvlinders (Riodinidae). De wetenschappelijke naam van de soort is voor het eerst geldig gepubliceerd in 1967 door Hayward.